# 都司街 (多倫多)

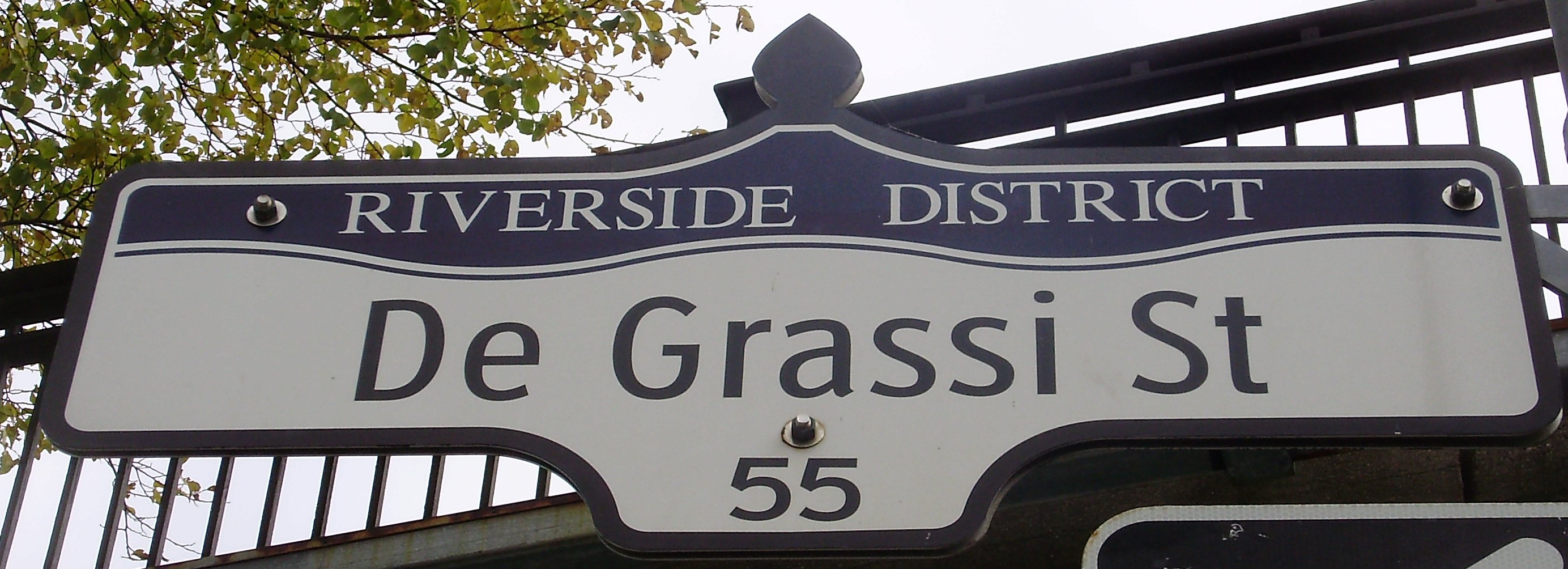
都司街的路牌。

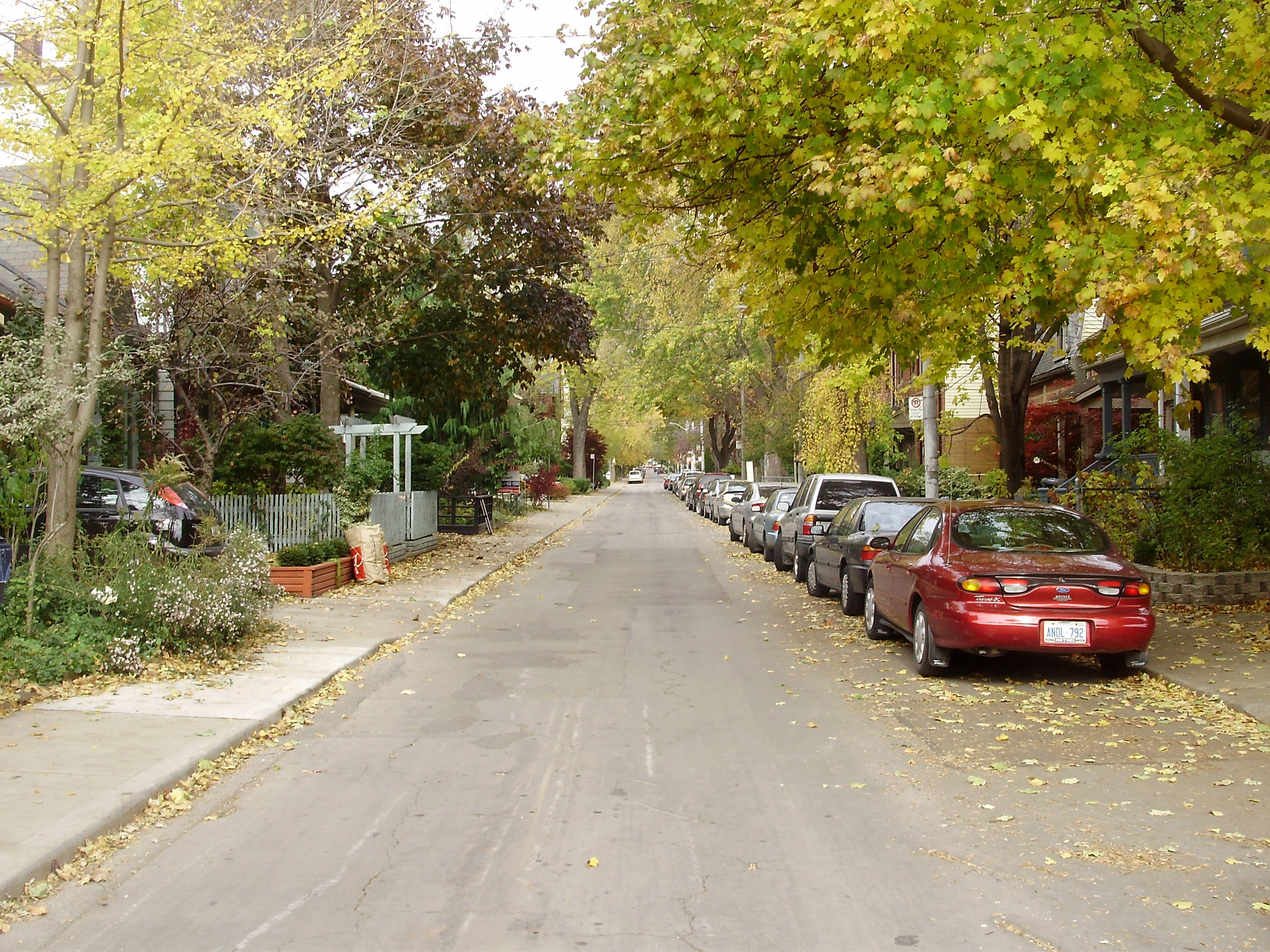
秋天的樹木斜倚在都司街上。

都司街（英語：De Grassi Street）是一條位於加拿大安大略省多倫多的小街，以出生於意大利的Filippo "Philip" De Grassi上尉命名。他於1831年隨家人移居加拿大並定居在上加拿大的約克，後成為政治組織Family Compact的成員。
都司街位於河谷（Riverdale）南部，具有住宅特色。許多房屋的歷史可以追溯至1880年代，並以獨特的高而窄的海湾和山墙（bay-and-gable）風格建造。它由皇后東街（Queen Street East）向北單行至芝蘭街（Gerrard Street），大致在百樂匯街（Broadview Avenue）與卡羅路（Carlaw Avenue）之間。

## 社區
- 皇后-百樂匯村（Queen-Broadview Village） – 夾皇后街
- 河濱（Riverside ，由當河谷東至都司街的皇后東街路段）
- 東區華埠 – 夾芝蘭街（Gerrard Street）

## 景點
- 占美·閃臣公園（Jimmie Simpson Park） – named after former Toronto mayor James Simpson
- 布魯士·麥基公園（Bruce Mackey Park） – named after a Toronto District School Board educator whose house was used in The Kids of Degrassi Street.
- 第一民族公立學校（First Nations Public School）
- 東谷書院（Eastdale Collegiate Institute）
- 河谷火車站遺址（Site of Riverdale Station），火車站於1972年拆除。